# Endelave

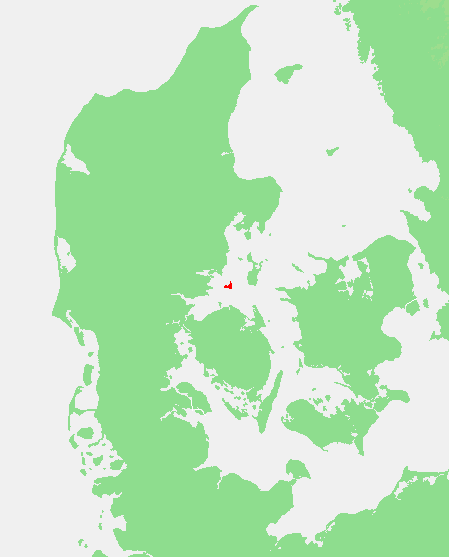
Localisation de Endelave (en rouge).

Endelave est une île située dans le Cattégat, au Danemark. Elle possède une surface de 13,2 km2 et une population de 185 habitants.
L'île est classée en tant que site Ramsar avec les Horsens Fjords depuis 1977 et environ un tiers de sa surface est en zone Natura 2000.

## Sources
- (da + en) « Endelave », sur le Ministère de l'environnement danois, 16 mars 2009